# Гребля на байдарках и каноэ на летних Олимпийских играх 1924
Гребля на байдарках и каноэ была демонстрационным видом программы на летних Олимпийских играх 1924 года; это было первым появлением данного вида спорта на Олимпийских играх. В показательных соревнованиях участвовали Канадская ассоциация каноэ (Канада) и Вашингтонский клуб каноэ (США). Состязания прошли в шести видах программы: гонках на байдарках и на каноэ среди одиночек, пар и четвёрок.